# A Thorn for Every Heart
A Thorn for Every Heart ist eine Rock-Band aus Chino Hills in Kalifornien (USA), die auch dem Post-Hardcore zugeordnet wird.

## Geschichte
Die Band spielte unter anderem 2005 die Warped Tour und 2006 mehrere Konzerte als Vorgruppe von A Static Lullaby.
Songs wie 99 With an Anchor und „Summer So Bleak“ sind bis heute noch die größten Hits der Band.
Das Cover des 1970er Klassikers Dead Man's Party von Oingo Boingo wird bis heute immer noch als das beste der Band genannt.
Zurzeit hat die Band keinen Plattenvertrag, da Kickball Records, ein Sublabel von Interscope Records, aufgelöst wurde.
Am 21. März 2009 verkündete die Band, dass sie für unbestimmte Zeit pausiert.
Die Mitglieder Kelvin Cruz and Justin Powell haben im Oktober 2009 eine neue Band namens „Come On, Come On“ gegründet.

## Stil
Die Band vermischt starke Pop-Einflüsse mit rockigem, experimentellem – aber trotzdem geradlinigem – Post-Hardcore. Mit dem Album It's hard to move you geht die Tendenz jedoch stark weg vom Post-Hardcore, hin zu massenkompatiblem Alternative Rock. Oft wird die Band in der Anfangszeit auch mit Emocore in Verbindung gebracht.

## Diskografie
- Silence Is Golden (EP) (2003)
- Things Aren't So Beautiful Now (2004)
- It's Hard to Move You (2007)
- Pick Up the Pieces (EP) (2008)